# قواعد نطق
قواعد النطق أو قواعد اللفظ هو علم كيفية النطق الصحيح لمفردات اللغة ومركباتها بحسب مواضعها في النصوص المكتوبة أو وفقا للسياق والقرائن في الكلام المسموع.